# 인간지미시청환
《인간지미시청환》(人间至味是清欢)은 2017년 방송되었던 중국의 드라마이다.

## 소개
- 대도시를 배경으로 다른 생활을 하는 정인간, 안청환, 적지미 등의 자아실현 구혼이야기

## 등장 인물
- 퉁다웨이 - 정인간 역
- 진교은 - 안청환 역
- 이보 - 적지미 역
- 린평 - 린웨 역
- 주강일요 (朱剛日堯) - 탕샤오강 역